# Карналлит
Карналлит — минерал, двойная соль: водный хлорид калия и магния с примесями брома, рубидия и цезия. Эмпирическая формула: KCl·MgCl2·6H2O. Встречается в виде белых и красноватых зернистых масс. Назван в честь прусского горного инженера Рудольфа фон Карналла (1804—1874). 

## Описание

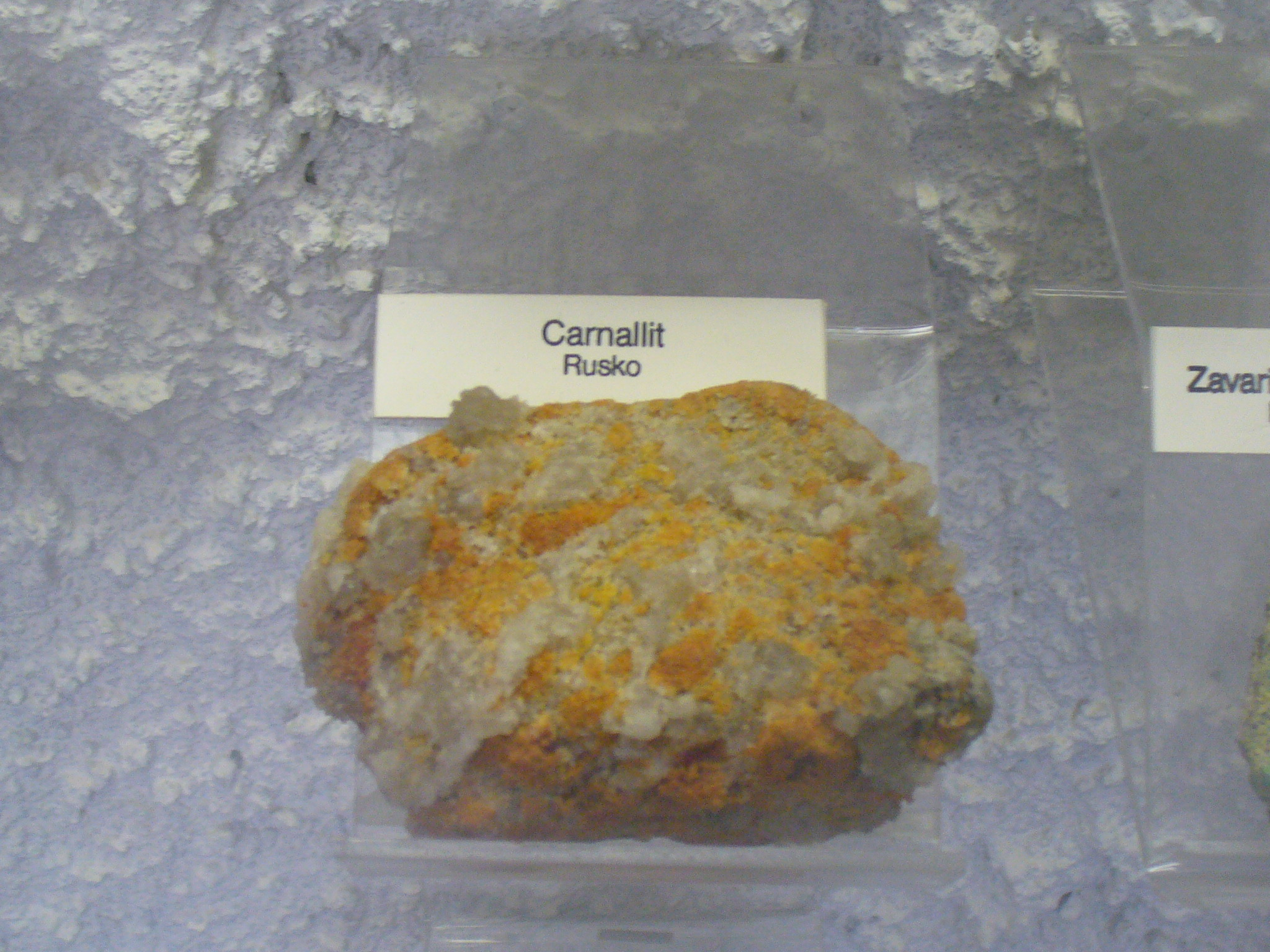
Карналлит в породе

Кристаллизуется в ромбической системе, редко встречается в кристаллах, чаще встречается в сплошных массах. Высокогигроскопичен: легко растворяется в воде, переходит в раствор, находясь во влажной воздушной среде. Часто имеет включения микроагрегатов, кристаллов-зародышей (кристаллиты) и газово-жидкой субстанции. Твёрдость — 2,5, плотность — 1,6 г/см³. По происхождению хемогенный. Является сырьём для получения калийной соли, удобрений, важный сырьевой источник для производства калия (К), брома (Br). Незначительный источник магния (Mg) в большинстве стран, но основное сырьё для производства магния в России, где он используется как восстановитель при производстве стратегического продукта — титана.
Сложен в диагностике в полевых условиях.
В России карналлит добывается на Верхнекамском месторождении калийно-магниевых солей.